# Алесандро Диаманти
Алесандро Диаманти (Alessandro Diamanti) е футболист от националния отбор по футбол на Италия и в клубния футбол.

### Биография
Роден е на 2 май 1983 г. в гр. Прато, Италия.
Зпочва кариерата си в клуба „Прато“ на родния си гр. Прато. Следват участия в отборите на Тоскана и Ливорно, след което е купен от английския „Уест Хям“. Скоро е трансфериран през 2009 г. от италианския Бреша, а след няколко месеца - от Болоня.
Първият дебют на Диаманти в Националния отбор по футбол на Италия е на 17 ноември 2010 г. На Европейското първенство по футбол в Полша и Украйна през 2012 г. Диаманти е голмайстор с гол при дузпите на мача с Англия, в който Италия побеждава.